# Rileya orbitalis
Rileya orbitalis är en stekelart som beskrevs av William Harris Ashmead 1904. Rileya orbitalis ingår i släktet Rileya och familjen kragglanssteklar. Inga underarter finns listade i Catalogue of Life.